# André Gardère
André Gardère (* 8. Mai 1913 in Gérardmer; † 16. Februar 1977 in Paris) war ein französischer Florettfechter.

## Leben
André Gardère wurde 1934 in Warschau, 1935 in Lausanne und 1937 in Paris mit der Mannschaft Vizeweltmeister. 1938 gewann er in Piešťany mit Bronze seine einzige internationale Medaille im Einzel. Die Olympischen Spiele 1936 in Berlin beendete er mit der Mannschaft auf dem Silberrang, nachdem sich die französische Equipe, zu der noch René Bondoux, René Bougnol, Jacques Coutrot, René Lemoine und Gardères Bruder Édward zählten, in der Finalrunde gegen Italien geschlagen geben musste. Die Einzelkonkurrenz beendete er auf dem siebten Rang, mit der Säbel-Mannschaft wurde er Fünfter.
Gardère wurde als Fechtmeister mehrfach für Mantel-und-Degen-Filme engagiert, teilweise arbeitete er auch als Stuntkoordinator oder Choreograph für Fechtkämpfe.